# Ovince Saint Preux
Ovince Saint Preux (nacido el 8 de abril de 1983) es un artista marcial mixto estadounidense que actualmente compite en la categoría de peso semipesado en Ultimate Fighting Championship.

## Primeros años
Saint Preux nació en Immokalee, Florida, de padres inmigrantes haitianos. Asistió a la High School secundaria de Immokalee en Immokalee, la Florida, donde él luchó, jugó final defensivo para el equipo del balompié, y funcionó pista. Como un luchador, compiló un récord de 26-1, y fue el estado 1A subcampeón en su clase de peso. Durante su último año en el fútbol, registró 75 platillos, incluyendo un récord escolar de 18 sacos, y fue nombrado All-State. En pista, compitió en los obstáculos de 110 metros, los obstáculos de 300 metros, el lanzamiento de disco y el relé 4 x 400.
Saint Preux jugó el balompié de la universidad para la Tennessee Volunteers a partir de 2001 a 2004. Después de redshirting en 2001, jugó sobre todo como reserva en el extremo defensivo y el apoyador. He earned varsity letters in 2002 and 2004, appearing in seventeen games during his college career. Él ganó cartas del equipo universitario en 2002 y 2004, apareciendo en diecisiete juegos durante su carrera de la universidad. Se graduó en 2004 con un título en sociología, y comenzó a entrenar en kickboxing y grappling.
Después de dos intentos fallidos en el fútbol profesional, Saint Preux abandonó el deporte y comenzó a interesarse por las artes marciales como forma de entrenamiento. Saint Preux, que actualmente se entrena en Knoxville Martial Arts Academy en Knoxville, Tennessee, comenzó a luchar profesionalmente a sugerencia de su entrenador.

## Carrera en artes marciales mixtas

### Inicios
Saint Preux compiló un invicto récord amateur de MMA de 5-0 antes de hacer su debut profesional en el MMA en VFC 1 contra Rodney Wallace, que perdió por decisión. En su segundo combate de MMA, sufrió otra pérdida de decisión. Su siguiente partido fue contra Robert Turner, que ganó por un golpe de cabeza brutal en XFC 7: School of Hard Knox. Saint Preux fue subcampeón de Inside MMA Submission of The Year de 2009 con un trillador de terneros contra Ombey Mobley, pero fue derrotado por Toby Imada triángulo invertido.

### Strikeforce
En junio de 2010, Saint Preux firmó un acuerdo de lucha múltiple con Strikeforce. Su debut coincidió con Chris Hawk en Strikeforce: Nashville, que ganó debido a TKO (golpes) en la primera ronda.
Después de derrotar al veterano de UFC Jason Day en ocho segundos fuera de la organización de Strikeforce, regresó a pelear contra Antwain Britt en su segunda pelea de Strikeforce en un ShoMMA Strikeforce Challengers. Ganó por decisión unánime.
Saint Preux volvió a la acción menos de un mes después de su victoria sobre Britt para luchar contra UFC y el veterano de Strikeforce Benji Radach en la tarjeta principal de Strikeforce: Henderson contra Babalu II. Saint Preux derrotó a Radach por decisión unánime.
Saint Preux compitió en su tercera lucha Strikeforce en menos de siete semanas y enfrentó a Abongo Humphrey el 7 de enero de 2011 en Strikeforce Challengers: Woodley vs Saffiedine. Ganó la pelea por decisión unánime. Esta serie de tres peleas durante un período de siete semanas marcó la única vez que un luchador de Strikeforce compitió en tres demostraciones sucesivas.
Saint Preux se enfrentó a Joe Cason el 22 de julio de 2011, en Strikeforce Challengers: Bowling vs. Voelker III. Ganó la lucha a través de la sumisión en la primera ronda. En su entrevista posterior a la pelea, Saint Preux pidió a Renato Sobral o Gegard Mousasi como su próximo oponente.
Saint Preux tuvo su próxima pelea contra Gegard Mousasi el 17 de diciembre de 2011, en Strikeforce: Melendez vs Masvidal. Perdió la pelea por decisión unánime.
Saint Preux pelea con T. O. Cook el 18 de agosto de 2012 en Strikeforce: Rousey vs. Kaufman. Ganó la lucha a través de la tercera ronda KO con un puñetazo.

### Ultimate Fighting Championship
En enero de 2013, la organización Strikeforce fue cerrada por su empresa matriz Zuffa con la mayoría de los peleadores de Strikeforce se pasaron a la Ultimate Fighting Championship.
Para su debut en el UFC, Saint Preux enfrentó al recién llegado promocional Gian Villante el 27 de abril de 2013, en el UFC 159. La lucha terminó de manera inusual, ya que Saint Preux accidentalmente picó Villante en el ojo derecho con su pulgar y el árbitro Kevin Mulhall inmediatamente puso fin a la pelea después de preguntar a Villante si podía ver. Como resultado de la lesión, la lucha fue a las tarjetas de los jueces y Saint Preux ganó una decisión técnica mayoritaria.
Saint Preux fue ligada brevemente a una pelea contra Thiago Silva el 15 de enero de 2014 en UFC Fight Night 35. Sin embargo, Silva se retiró de la pelea menos de 24 horas después del anuncio. El combate contra Silva fue reprogramado para el 15 de marzo de 2014 en UFC 171. Sin embargo, la pelea reprogramada fue cancelada el 7 de febrero de 2014 después de que Silva fuera arrestado por la policía de Florida en intento de cargos de asesinato. Saint Preux luchó contra Nikita Krylov en el evento, ganando en la primera ronda con un Von Flue choke. La victoria también le valió a Saint Preux su primer premio a Actuación de la Noche.
Para su cuarta pelea, Saint Preux se enfrentó a Ryan Jimmo el 14 de junio de 2014 en UFC 174. Ganó la pelea en la segunda ronda cuando Jimmo se rindió verbalmente debido a un brazo roto como resultado de bloquear una de las patadas de Saint Preux.
Saint Preux se enfrentó a Ryan Bader el 16 de agosto de 2014 en el evento principal en UFC Fight Night 47. Perdió la pelea por decisión unánime.
Se esperaba que Saint Preux se enfrentara a Rafael Cavalcante el 8 de noviembre de 2014 en UFC Fight Night 56. Sin embargo, Cavalcante se retiró del combate citando lesiones y fue reemplazado por Francimar Barroso. Sin embargo, el 29 de octubre se anunció que Saint Preux se adelantaría para reemplazar a un herido Jimi Manuwa en el evento principal contra Maurício Rua. A pesar de ser el underdog y de luchar en el país natal de Rua, en Brasil, Saint Preux ganó la lucha vía nocaut en apenas 34 segundos en la primera ronda. La derrota de Shogun ante Preux fue la derrota más rápida de su carrera profesional. La victoria también le valió a Saint Preux su segunda Actuación de la Noche.
Saint Preux se enfrentó a Patrick Cummins el 18 de abril de 2015 en UFC on Fox 15. Ganó la pelea por nocaut en la primera ronda.
Saint Preux se enfrentó a Glover Teixeira el 8 de agosto de 2015 en UFC Fight Night 73. Perdió la lucha por sumisión en la tercera ronda. Ambos participantes fueron galardonados con el premio a Pelea de la Noche.
Saint Preux enfrentó a Rafael Cavalcante el 6 de febrero de 2016 en UFC Fight Night 82. A pesar de Preux lesionarse el tobillo en la primera ronda, ganó la pelea por decisión unánime.
Saint Preux fue utilizado como reemplazo por lesión de corto plazo para enfrentar a Jon Jones para el título interino de peso semipesado el 23 de abril de 2016 en el UFC 197 sustituyendo a Daniel Cormier. Saint Preux perdió por decisión unánime. El entrenador de Saint Preux reveló que el brazo de Saint Preux estaba roto en la segunda ronda.
Saint Preux se enfrentó a Jimi Manuwa el 8 de octubre de 2016 en UFC 204. Perdió la pelea por nocaut en la segunda ronda.
Se esperaba que Saint Preux se enfrentara a Jan Błachowicz el 4 de febrero de 2017 en UFC Fight Night 104. Sin embargo, Błachowicz fue sacado de la pelea a mediados de enero y fue reemplazado por Volkan Oezdemir. [49] Saint Preux perdió la pelea por decisión dividida. 14 de los 16 medios de MMA anotaron la pelea a favor de Saint Preux.
Saint Preux se enfrentó a Marcos Rogério de Lima el 22 de abril de 2017 en UFC Fight Night 108. Derrotó a Lima debido por sumisión mediante un Von Flue choke en la segunda ronda. Con esta victoria, Saint Preux es el único peleador que ha ganado a través de este método de sumisión dos veces en la UFC.
Se esperaba una revancha con Maurício Rua para el 23 de septiembre de 2017 en UFC Fight Night: Saint Preux vs. Okami. La pelea fue cambiada después de que Rua sufriera una lesión, siendo rápidamente reemplazado por Yushin Okami. Saint Preux ganó la pelea a través de sumisión (Von Flue) en la primera ronda, marcando su tercera victoria a través de este método. Con esta victoria, consiguió el premio a la Actuación de la Noche.
El 4 de noviembre de 2017, Saint Preux reemplazó a Patrick Cummins para enfrentar a Corey Anderson. Ganó la pelea por KO en la tercera ronda. Además, recibió el premio a la Actuación de la Noche.
Se esperaba que Saint Preux se enfrentara a Ilir Latifi el 27 de enero de 2018 en UFC on Fox 27. Sin embargo, Latifi resultó lesionado durante una sesión de entrenamiento y se vio obligado a retirarse de la pelea. Como resultado, la pelea fue cancelada. El combate fue reprogramado y tuvo lugar el 24 de febrero de 2018 en UFC on Fox 28. Saint Preux perdió la pelea por sumisión técnica en la primera ronda.
Saint Preux se enfrentó a Tyson Pedro el 23 de junio de 2018 en UFC Fight Night 132. Ganó la pelea a través de sumisión en la primera ronda. Tras el combate, recibió el premio a la Actuación de la Noche.
Saint Preux se enfrentó a Dominick Reyes el 6 de octubre de 2018 en UFC 229. Perdió la pelea por decisión unánime.

## Campeonatos y logros
- Ultimate Fighting Championship
  - Actuación de la Noche (Dos veces)
  - Pelea de la Noche (Una vez)

## Récord en artes marciales mixtas
| Resultado | Récord | Oponente               | Método                                       | Evento                                               | Fecha                    | Ronda | Tiempo | Localización                | Notas                                                                    |
| --------- | ------ | ---------------------- | -------------------------------------------- | ---------------------------------------------------- | ------------------------ | ----- | ------ | --------------------------- | ------------------------------------------------------------------------ |
| Victoria  | 27-17  | Kennedy Nzechukwu      | Decisión (dividida)                          | UFC Fight Night: Tuivasa vs. Tybura                  | 16 de marzo de 2024      | 3     | 5:00   | Las Vegas, Nevada           |                                                                          |
| Derrota   | 26-17  | Philippe Lins          | KO (golpes)                                  | UFC Fight Night: Andrade vs. Blanchfield             | 18 de febrero de 2023    | 1     | 0:49   | Las Vegas, Nevada           |                                                                          |
| Victoria  | 26-16  | Maurício Rua           | Decisión (dividida)                          | UFC 274                                              | 7 de mayo de 2022        | 3     | 5:00   | Phoenix, Arizona            | Regreso a peso semipesado.                                               |
| Derrota   | 25–16  | Tanner Boser           | KO (puñetazos)                               | UFC Fight Night: Gane vs. Volkov                     | 26 de junio de 2021      | 2     | 2:31   | Las Vegas, Nevada           | Regreso a peso pesado.                                                   |
| Derrota   | 25–15  | Jamahal Hill           | TKO (puñetazos)                              | UFC on ESPN: Hermansson vs. Vettori                  | 5 de diciembre de 2020   | 2     | 3:37   | Las Vegas, Nevada           | Combate de peso acordado (207.5 libras); Saint Preux no alcanzó el peso. |
| Victoria  | 25–14  | Alonzo Menifield       | KO (golpe)                                   | UFC Fight Night: Overeem vs. Sakai                   | 5 de septiembre de 2020  | 2     | 4:07   | Las Vegas, Nevada           | Regreso a peso semipesado; Actuación de la Noche.                        |
| Derrota   | 24–14  | Ben Rothwell           | Decisión (dividida)                          | UFC Fight Night: Smith vs. Teixeira                  | 13 de mayo de 2020       | 3     | 5:00   | Jacksonville, Florida       | Debut en peso pesado.                                                    |
| Victoria  | 24–13  | Michał Oleksiejczuk    | Sumisión (Von Flue choke)                    | UFC Fight Night: Hermansson vs. Cannonier            | 28 de septiembre de 2019 | 3     | 2:14   | Copenhague                  | Actuación de la noche.                                                   |
| Derrota   | 23–13  | Nikita Krylov          | Sumisión (rear-naked choke)                  | UFC 236                                              | 13 de abril de 2019      | 2     | 2:30   | Atlanta, Georgia            |                                                                          |
| Derrota   | 23–12  | Dominick Reyes         | Decisión (unánime)                           | UFC 229                                              | 6 de octubre de 2018     | 3     | 5:00   | Paradise, Nevada            |                                                                          |
| Victoria  | 23–11  | Tyson Pedro            | Sumisión (straight armbar)                   | UFC Fight Night: Cowboy vs. Edwards                  | 23 de junio de 2018      | 1     | 2:54   | Kallang                     |                                                                          |
| Derrota   | 22–11  | Ilir Latifi            | Sumisión técnica (standing guillotine choke) | UFC on Fox: Emmett vs. Stephens                      | 24 de febrero de 2018    | 1     | 3:48   | Orlando, Florida            |                                                                          |
| Victoria  | 22–10  | Corey Anderson         | KO (patada a la cabeza)                      | UFC 217                                              | 4 de noviembre de 2017   | 3     | 1:25   | New York City, New York     |                                                                          |
| Victoria  | 21–10  | Yushin Okami           | Sumisión (Von flue choke)                    | UFC Fight Night: Saint Preux vs. Okami               | 23 de septiembre de 2017 | 1     | 1:50   | Saitama, Japón              | Actuación de la noche.                                                   |
| Victoria  | 20–10  | Marcos Rogério de Lima | Sumisión (Von flue choke)                    | UFC Fight Night: Swanson vs. Lobov                   | 22 de abril de 2017      | 2     | 2:11   | Nashville, Tennessee        |                                                                          |
| Derrota   | 19–10  | Volkan Oezdemir        | Decisión (dividida)                          | UFC Fight Night: Bermúdez vs. Korean Zombie          | 4 de febrero de 2017     | 3     | 5:00   | Houston, Texas              |                                                                          |
| Derrota   | 19–9   | Jimi Manuwa            | KO (golpes)                                  | UFC 204                                              | 8 de octubre de 2016     | 2     | 2:38   | Mánchester                  |                                                                          |
| Derrota   | 19–8   | Jon Jones              | Decisión (unánime)                           | UFC 197                                              | 23 de abril de 2016      | 5     | 5:00   | Las Vegas, Nevada           | Por el Campeonato Interino de Peso Semipesado.                           |
| Victoria  | 19–7   | Rafael Cavalcante      | Decisión (unánime)                           | UFC Fight Night: Hendricks vs. Thompson              | 6 de febrero de 2016     | 3     | 5:00   | Las Vegas, Nevada           |                                                                          |
| Derrota   | 18–7   | Glover Teixeira        | Sumisión técnica (rear naked choke)          | UFC Fight Night: Teixeira vs. St. Preux              | 8 de agosto de 2015      | 3     | 3:10   | Nashville, Tennessee        | Pelea de la noche.                                                       |
| Victoria  | 18–6   | Patrick Cummins        | KO (golpes)                                  | UFC on Fox: Machida vs. Rockhold                     | 18 de abril de 2015      | 1     | 4:54   | Newark, New Jersey          |                                                                          |
| Victoria  | 17–6   | Maurício Rua           | KO (golpes)                                  | UFC Fight Night: Shogun vs. St. Preux                | 8 de noviembre de 2014   | 1     | 0:34   | Uberlândia                  | Actuación de la noche.                                                   |
| Derrota   | 16–6   | Ryan Bader             | Decisión (unánime)                           | UFC Fight Night: Bader vs. St. Preux                 | 16 de agosto de 2014     | 5     | 5:00   | Bangor, Maine               |                                                                          |
| Victoria  | 16–5   | Ryan Jimmo             | Sumisión verbal (lesión en el brazo)         | UFC 174                                              | 14 de junio de 2014      | 2     | 2:10   | Vancouver, British Columbia |                                                                          |
| Victoria  | 15–5   | Nikita Krylov          | Sumisión técnica (Von Flue choke)            | UFC 171                                              | 15 de marzo de 2014      | 1     | 1:29   | Dallas, Texas               | Actuación de la noche.                                                   |
| Victoria  | 14–5   | Cody Donovan           | KO (golpes)                                  | UFC Fight Night: Shogun vs. Sonnen                   | 17 de agosto de 2013     | 1     | 2:07   | Boston, Massachusetts       |                                                                          |
| Victoria  | 13–5   | Gian Villante          | Decisión técnica (mayoritaria)               | UFC 159                                              | 27 de abril de 2013      | 3     | 0:33   | Newark, New Jersey          |                                                                          |
| Victoria  | 12–5   | T. J. Cook             | KO (golpe)                                   | Strikeforce: Rousey vs. Kaufman                      | 18 de agosto de 2012     | 3     | 0:20   | San Diego, California       |                                                                          |
| Derrota   | 11–5   | Gegard Mousasi         | Decisión (unánime)                           | Strikeforce: Melendez vs. Masvidal                   | 17 de diciembre de 2011  | 3     | 5:00   | San Diego, California       |                                                                          |
| Victoria  | 11–4   | Joe Cason              | Sumisión (golpes)                            | Strikeforce Challengers: Voelker vs. Bowling III     | 22 de julio de 2011      | 1     | 1:12   | Las Vegas, Nevada           |                                                                          |
| Victoria  | 10–4   | Abongo Humphrey        | Decisión (unánime)                           | Strikeforce Challengers: Woodley vs. Saffiedine      | 7 de enero de 2011       | 3     | 5:00   | Nashville, Tennessee        |                                                                          |
| Victoria  | 9–4    | Benji Radach           | Decisión (unánime)                           | Strikeforce: Henderson vs. Babalu II                 | 4 de diciembre de 2010   | 3     | 5:00   | San Luis, Misuri            |                                                                          |
| Victoria  | 8–4    | Antwain Britt          | Decisión (unánime)                           | Strikeforce Challengers: Wilcox vs. Ribeiro          | 19 de noviembre de 2010  | 3     | 5:00   | Jackson, Misisipi           |                                                                          |
| Victoria  | 7–4    | Jason Day              | KO (golpes)                                  | EFC 5: Summer Rumble                                 | 24 de julio de 2010      | 1     | 0:08   | Lloydminster, Saskatchewan  |                                                                          |
| Victoria  | 6–4    | Claudio Cunha Godoy    | TKO (lesión en el brazo)                     | Washington Combat: Battle of the Legends             | 15 de mayo de 2010       | 1     | 5:00   | Washington D. C.            |                                                                          |
| Victoria  | 5–4    | Chris Hawk             | TKO (corte)                                  | Strikeforce: Nashville                               | 17 de abril de 2010      | 1     | 0:47   | Nashville, Tennessee        |                                                                          |
| Victoria  | 4–4    | Brett Chism            | TKO (golpes)                                 | GTO Cage Fights                                      | 20 de febrero de 2010    | 1     | 1:15   | Griffin, Georgia            |                                                                          |
| Derrota   | 3–4    | Virgil Zwicker         | TKO (golpes)                                 | Top Combat Championship 1                            | 26 de septiembre de 2009 | 2     | 0:46   | San Juan                    |                                                                          |
| Derrota   | 3–3    | Nik Fekete             | Decisión (unánime)                           | Vendetta Fighting Championship: A Night of Vengeance | 5 de septiembre de 2009  | 2     | 5:00   | Oranjestad                  |                                                                          |
| Victoria  | 3–2    | Jonathan Smith         | Sumisión (mounted rear naked choke)          | Vendetta Fighting Championship: A Night of Vengeance | 5 de septiembre de 2009  | 1     | 0:46   | Oranjestad                  |                                                                          |
| Victoria  | 2–2    | Ombey Mobley           | Sumisión (calf slicer)                       | XFC 8                                                | 25 de abril de 2009      | 1     | 2:36   | Knoxville, Tennessee        |                                                                          |
| Victoria  | 1–2    | Robert Turner          | KO (head kick)                               | XFC 7                                                | 20 de febrero de 2009    | 1     | 2:36   | Knoxville, Tennessee        |                                                                          |
| Derrota   | 0–2    | Ray Lizama             | Decisión (unánime)                           | Shark Fights 2                                       | 13 de diciembre de 2008  | 3     | 3:00   | Amarillo, Texas             |                                                                          |
| Derrota   | 0–1    | Rodney Wallace         | Decisión (unánime)                           | Vengeance Fighting Championship 1                    | 27 de septiembre de 2008 | 3     | 5:00   | Concord, Carolina del Norte |                                                                          |